# Țițești
Ţiţești is een Roemeense gemeente in het district Argeș.
Ţiţești telt 4931 inwoners.